# 4 Drezdeńska Brygada Pancerna

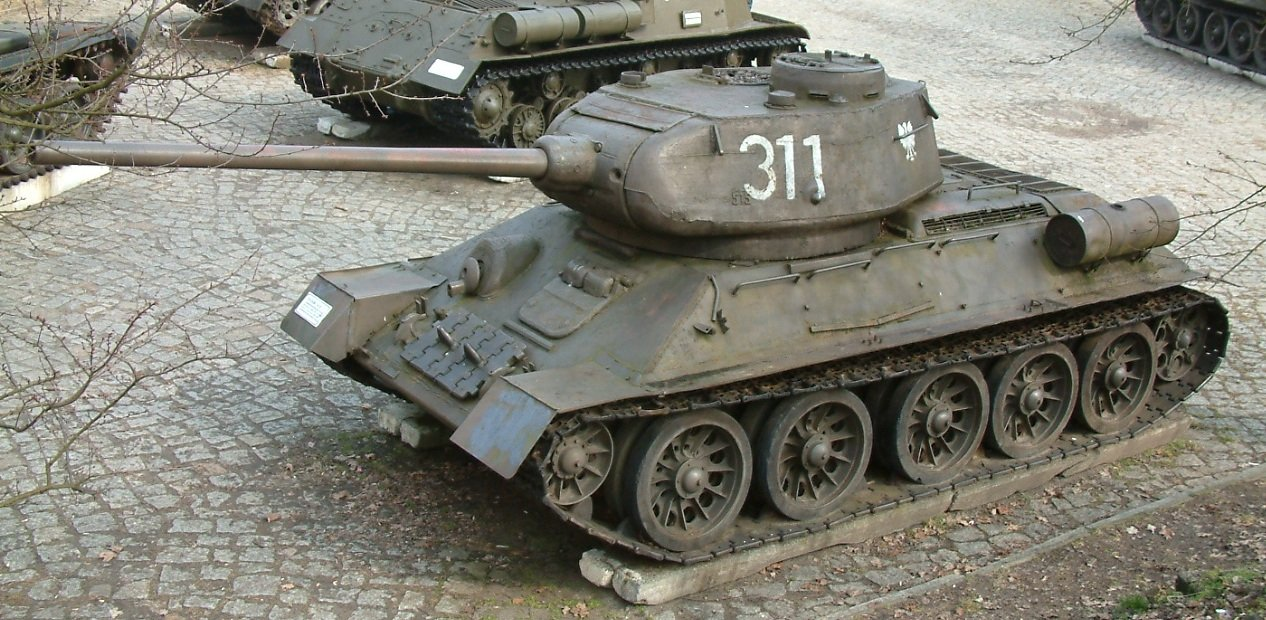
Czołg podstawowy brygady T-34/85

4 Drezdeńska Brygada Pancerna – jednostka pancerna ludowego Wojska Polskiego.
Sformowana  w ramach 1 Korpusu Pancernego w 1944 roku.
6 lutego 1946 roku rozkazem Naczelnego Dowódcy WP nr 033/org. brygada została rozformowana, a na jej bazie utworzono 8 pułk czołgów i artylerii pancernej.
Rozkazem Naczelnego Dowódcy WP nr 597 z 2 lipca 1946 roku 2 Brygada Pancerna została odznaczona Orderem Krzyża Grunwaldu kl. III i otrzymała nazwę Drezdeńskiej.
Tradycje 4 Drezdeńskiej Brygady Pancernej kultywuje 34 Brygada Kawalerii Pancernej z Żagania, która wywodzi się bezpośrednio z jednostek powstałych na bazie brygady.

## Formowanie
W związku z rozbudową Wojska Polskiego na terenach wyzwolonych w dniu 5 lipca 1944 roku wydany został rozkaz nr 00127 dowódcy 1 Armii WP o sformowaniu 1 Korpusu Pancernego, uzupełniony w dniu 15 lipca 1944 roku rozkazem nr 0153 w który ustalał, że do 1 września 1944 roku mają być sformowane trzy brygady pancerne wchodzące w skład korpusu, według etatów nr 010/500 – 010/506. Jedną z tych brygad miała być 4 Brygada Pancerna.
Jako miejsce formowania brygady wyznaczono wieś Osiekówka w pobliżu Berdyczowa. Faktyczne formowanie brygady rozpoczęło się w dniu 1 sierpnia 1944 roku z chwilą przybycia pierwszych oficerów. Od tego dnia rozpoczęto formowanie poszczególnych pododdziałów brygady i przystąpiono do szkolenia, choć dopiero 8 sierpnia otrzymano część uzbrojenia, a także pierwsze transportery MK-1. W połowie sierpnia 1944 roku zapadła decyzja o przegrupowaniu 1 Korpusu Pancernego do rejonu Chełma i w dniu 19 sierpnia 1944 roku 4 Brygada Pancerna wyruszyła transportem kolejowym do Chełma, gdzie przybyła w dniu 24 sierpnia 1944 roku.
Brygada została zakwaterowana w miejscowości Zawadówka niedaleko Chełma. Tam też zaczęli przybywać poborowi z terenu Lubelszczyzny. Brygada otrzymała także sprzęt, choć dopiero w połowie stycznia 1945 roku do brygady zaczęły docierać czołgi T-34. W dniu 22 października 1944 roku odbyła się przysięga żołnierzy brygady. Szkolenie brygady trwało w rejonie Chełma do połowy lutego 1945 roku.

## Marsze i boje
20 lutego 1945 wydano rozkaz o przegrupowaniu brygady na zachód w rejon Krzyża i w dniu 22 lutego 1945 roku rozpoczęło się przegrupowanie, które zakończyło się w dniu 28 lutego 1945 roku, gdy brygada dotarła do miejscowości Trzebin. Jednak już 3 marca brygad ponownie została przegrupowana do miejscowości Głazów koło Myśliborza, gdzie zajęła pozycję obronne. Było to pierwsze zadanie bojowe brygady, a jej pododdziały wzięły udział w oczyszczaniu okolicznych lasów z ukrywających się grup żołnierzy niemieckich usiłujących przebić się na zachód.
19 marca 1945 roku zapadła decyzja o kolejnym przegrupowaniu brygady w rejon Oleśnicy i w dniu 22 marca rozpoczęto jej przegrupowywanie. W dniu 25 marca 1945 roku zajęła ona pozycję obronne w rejonie Sokołowic. W dniu 7 kwietnia 1945 roku kolejny raz brygada rozpoczęła przegrupowanie kierując się w rejon Kliczkowa, gdzie dotarła 10 kwietnia. W dniu 15 kwietnia brygada została przegrupowana na pozycję wyjściowej tuż za linią frontu w rejonie Kuźnicy koło Jagodzina.
17 kwietnia brygada wprowadzona została do walk w przełamaniu obrony nieprzyjaciela  nad rzeką Weisser Schöps i kanałem Neugraben, a po ich przełamaniu przystąpiła do walk o miasteczko Niska, walki w rejonie którego prowadziła do 20 kwietnia. Następnie brygada rozpoczęła pościg za wycofującymi się wojskami niemieckimi w kierunku Drezna. W dniu 22 kwietnia dotarła na przedpola Drezna.
22 kwietnia w związku z kontrofensywą niemiecką pod Budziszynem została wycofana spod Drezna i od 23 kwietnia walczyła w rejonie na północ od Budziszyna z nacierającymi wojskami niemieckimi. W walkach tych uczestniczyła do 5 maja 1945 roku, gdy ostatecznie załamała się kontrofensywa niemiecka.
7 maja  brygada w składzie 1 Drezdeńskiego Korpusu Pancernego uczestniczyła w operacji praskiej 2 Frontu Ukraińskiego i 9 maja dotarła do miejscowości Česká Kamenice, gdzie zakończyła szlak bojowy.
10 maja przegrupowała się do Mělnika, gdzie wzięła udział w defiladzie i w jego okolicach stacjonowała do 13 maja, po czym rozpoczęła przegrupowanie do Polski w rejon Ostrowa Wielkopolskiego, gdzie przebywała do czerwca 1945 roku.
11 czerwca brygada rozpoczęła przegrupowanie do rejonu Cieszyna, gdzie od 13 czerwca rozpoczęła służbę na granicy polsko-czechosłowackiej. Służbę tę pełniła do końca lipca 1945 roku. Po czym została przerzucona do Opola, tam też 2 sierpnia 1945 otrzymała sztandar ufundowany przez społeczeństwo Krakowa.
W Opolu brygada przebywała do października 1945 roku, a następnie została przerzucona do Tarnowa, gdzie przebywała do momentu przeformowania.
|  |  |  |  |  |

## Skład i obsada personalna w latach 1944–1945

### Skład
- Dowództwo (74 oficerów i żołnierzy, 2 czołgi T-34/85, 3 transportery opancerzone MK-1) 
  - kompania dowodzenia (1)
    - pluton łączności (1)
    - pluton rozpoznawczy (1)
    - pluton saperów (1)
    - pluton ochrony sztabu i regulacji ruchu (1)
    - pluton gospodarczy (1)

  - kompania przeciwlotniczych karabinów maszynowych (1)
    - pluton transporterów opancerzonych (3)
    - pluton karabinów maszynowych (1)

  - kompania technicznego zaopatrzenia (1)
    - pluton remontu maszyn bojowych i samochodów (1)
    - pluton robót specjalnych (1)
    - pluton dowozu amunicji (1)
    - pluton dowozu materiałów pędnych, części zapasowych i żywności (1)

  - pluton medyczno-sanitarny (1)
- Batalion czołgów (3) (175 żołnierzy, 21 czołgów T-34/85, 12 radiostacji, 16 samochodów)
  - pluton dowodzenia (1)
  - pluton zabezpieczenia bojowego (1)
  - pluton sanitarny (1)
  - kompania czołgów (2) (57 żołnierzy, 10 czołgów)
    - pluton czołgów (3)
- Batalion piechoty zmotoryzowanej (1) (474 żołnierzy, 18 ręczne karabiny maszynowe, 4 ciężkie karabiny maszynowe, 6 moździerzy kal. 82 mm, 4 armaty przeciwpancerne kal. 57 mm, 5 radiostacji, 36 samochodów)
  - kompania fizylierów (2)
    - pluton fizylierów (3)
    - pluton karabinów maszynowych (1)

  - kompania desantu czołgowego (1)
    - pluton fizylierów (3)

  - bateria armat przeciwpancernych (1)
    - pluton armat przeciwpancernych (2)

  - kompania moździerzy (1)
    - pluton moździerzy (2)

### Obsada personalna
Dowództwo:
Dowódca brygady
- p.o. ppłk Jan Wereszczagin (18 sierpnia 1944 – 25 października 1944)
- ppłk Paweł Stupin (25 października 1944 – 17 kwietnia 1945) (ciężko ranny)
- ppłk Jan Wereszczagin (17 kwietnia 1945 – 1946)

Zastępca dowódcy brygady do spraw liniowych
- mjr Jan Runkow (1 sierpnia 1944 – 1 sierpnia 1945)
- mjr Michał Syrow (1 sierpnia 1945 – ?)

Zastępca dowódcy brygady do spraw polityczno-wychowawczych
- por. Wacław Borowik (14 października 1944 – 3 stycznia 1945)
- por. Jan Małecki (3 stycznia 1945 – 20 maja 1945)

Zastępca dowódcy brygady do spraw technicznych
- mjr Aleksander Sztefan (1 sierpnia 1944 – 21 stycznia 1945)
- mjr Bronisław Pietruszkiewicz (21 stycznia 1945 – ?)

Szef sztabu
- ppłk Jan Wereszczagin (18 sierpnia 1944 – 1 maja 1945)
- ppłk Jan Saweliew (1 maja 1945 – 26 maja 1945)
- ppłk Wiktor Gołowlew (26 maja 1945 – ?)
- mjr Wasyl Słoniecki (?)

Kwatermistrz
- mjr Sergiusz Markin (5 sierpnia 1944 – 20 marca 1945)
- ppor. Bernard Wiza (20 marca 1945 – ?)

Pododdziały podległe bezpośrednio dowództwu brygady
kompania dowodzenia – dowódca
- kpt. Ignacy Gardiejew (5 sierpnia 1944 – ?)
- ppor. Mikołaj Wasilenko (? – 16 czerwca 1945)
- por. Anatol Leonow (16 czerwca 1945 – 7 sierpnia 1945)
- ppor. Wacław Wrzesiński (7 sierpnia 1945 – ?)

kompania przeciwlotniczych karabinów maszynowych – dowódca
- kpt. Aleksander Jemielianow (22 września 1944 – 7 sierpnia 1945)
- kpt. Igor Kaprałow (7 sierpnia 1945 – 11 października 1945)
- ppor. Józef Węgrzynowski (11 października 1945 – 30 października 1945)
- por. Wiktor Sierpacz (30 października 1945 – ?)

kompania zaopatrzenia technicznego – dowódca
- por. Mikołaj Wereszczagin (5 sierpnia 1944 – 18 stycznia 1945)
- kpt. Wasyl Makarenko (18 stycznia 1945 – 11 marca 1945)
- kpt. Michał Nowosielcow (11 marca 1945 – ?)
- ppor. Tadeusz Omeluk (?)

1 batalion czołgów
Dowódca
- kpt. Aleksy Michałkow (10 sierpnia 1944 – 7 lutego 1945)
- mjr Aleksy Guszczyn (7 lutego 1945 – ?)

1 kompania czołgów – dowódca
- ppor. Aleksander Możejko (6 września 1944 – 19 października 1944)
- por. Timon Krukowski (19 października 1944 – ?)

2 kompania czołgów – dowódca
- ppor. Władysław Bogusławski (6 października 1944 – 8 marca 1945)
- kpt. Franciszek Górski (8 marca 1945 – ?)

2 batalion czołgów
Dowódca
- mjr Andrzej Rykow (10 sierpnia 1944 – 28 kwietnia 1945)
- kpt. Gleb Bolszakow (28 kwietnia 1945 – 27 września 1945)
- por. Wacław Feryniec (27 września 1945 – ?)

1 kompania czołgów – dowódca
- ppor. Czesław Popieliński (? – 11 kwietnia 1945)
- ppor. Konstanty Polikanow (11 kwietnia 1945 – ?)

2 kompania czołgów – dowódca
- chor. Jan Zelkowicz (6 października 1944 – 18 kwietnia 1945)
- chor. Janusz Sochor (18 kwietnia 1945 – ?)

3 batalion czołgów
Dowódca
- mjr Michał Syrow (10 sierpnia 1945 – 25 maja 1945)
- kpt. Szymon Bordon (25 maja 1945 – ?)

1 kompania czołgów – dowódca
- por. Franciszek Górski (7 września 1944 – 1 stycznia 1945)
- por. Aleksander Krawczenko (1 stycznia 1945 – 7 sierpnia 1945)
- kpt. Jefin Agarin (7 sierpnia 1945 – ?)

2 kompania czołgów – dowódca
- ppor. Jan Mazurek (6 października 1944 – 16 stycznia 1945)
- ppor. Tadeusz Dywański (16 stycznia 1945 – 15 kwietnia 1945) (poległ)
- ppor. Jakub Czernow (15 kwietnia 1945 – ?)

Batalion piechoty zmotoryzowanej
Dowódca
- kpt. Aleksy Kołosowski (1 sierpnia 1944 – 3 października 1944)
- kpt. Alfred Żmiczerewski (3 października 1944 – ?)

1 kompania fizylierów – dowódca
- ppor. Witold Rudnicki (? – 22 października 1944)
- ppor. Piotr Bielawski (22 października 1944 – 15 września 1945)
- ppor. Witold Putyński (15 września 1945 – ?)

2 kompania fizylierów – dowódca
- ppor. Wacław Wrzesiński (1 listopada 1944 – ?)

kompania desantu czołgowego – dowódca
- ppor. Anatol Krzywicki (23 września 1944 – 1 czerwca 1945)
- ppor. Edward Makula (1 czerwca 1945 – ?)

bateria armat przeciwpancernych – dowódca
- kpt. Aleksander Czechow (28 sierpnia 1944 – 5 października 1944)
- kpt. Igor Kaprałow (5 października 1944 – 9 września 1945)
- ppor. Wiktor Siepasz (9 września 1945 – ?)

kompania moździerzy – dowódca
- por. Aleksander Czechow (28 lipca 1944 – 30 listopada 1944)
- ppor. Jakub Koleśnikow (30 listopada 1944 – ?)

kompania rusznic przeciwpancernych – dowódca
- por. Stanisław Sowa (15 sierpnia 1944 – 24 września 1944)
- por. Anatol Krzywicki (24 września 1944 – 1 grudnia 1944)
- ppor. Bolesław Zimbowski (1 grudnia 1944 – 20 sierpnia 1945)
- por. Anatol Krzywicki (20 sierpnia 1945 – 10 września 1945)
- kpt. Ignacy Gardiejew (10 września 1945 – ?)

Odznaczeni Srebrnym Krzyżem Orderu Virtuti Militari
1. kpt. Henryk Barchasz
2. mjr Józef Dabek
3. ppor. Włodzimierz Demidow
4. kpt. Franciszek Górski
5. kpt. Mikołaj Jachimowicz
6. mjr Mikołaj Kiczko
7. por. Jerzy Kornel
8. ppor. Henryk Słomnicki
9. płk Paweł Stupin
10. ppłk Jan Wereszczagin

## Kamuflaż i oznakowanie wozów
Wozy bojowe malowano farbą olejną koloru ciemnozielonego. Poszczególne pojazdy mogły różnić się odcieniem, a nawet i kolorem.
Jeśli okoliczności tego wymagały, malowano pojazdy w nieregularne plamy różnej wielkości i kształtu. Obok podstawowego koloru wykorzystywano brąz, czerń lub piaskowy. Taki sposób malowania stosowano jednak sporadycznie.
Zimą wozy bojowe malowano na biało, tzw. bielidłem. Biel nakładano bezpośrednio na ochronną farbę zieloną, przy czym pokrywano nią albo cały pojazd, albo też tylko część jego powierzchni, tworząc nieregularne plamy deformujące kształt. Zamiast farby mogło być używane wapno.
Na wieży malowano orła. Stylizowany, aczkolwiek znacznie uproszczony kształt orła wzorowany był na orle piastowskim. Wysokość orła wahała się od 20 do 40 cm. Znak orła był umieszczony w kole zakreślonym jedną linią białą, dwoma liniami lub też grubą, białą linią przerywaną. Kolejność i miejsce malowania znaku orła oraz numerów taktycznych były podawane  w rozkazie dowódcy danej jednostki.
Oznakowanie taktyczne
W 1 KPanc do systemu oznakowania taktycznego włączono również znak godła państwowego. Ponieważ w trzech brygadach pancernych w przyjętym systemie, mimo zastosowania pewnych zróżnicowań, zdarzały się te same numery, o przynależności pojazdu do określonej brygady mówił nie tylko numer, ale także i rodzaj godła oraz miejsce, w którym je namalowano.
Numery taktyczne brygady:
dowództwo
2 czołgi T-34-85 — 0001, 0002
- 1 batalion — dowódca — 1000
  - 1 kompania — dowódca — 1100
    - 1 pluton — 1111, 1112, 1113
    - 2 pluton — 1121, 1122, 1123
    - 3 pluton — 1131, 1132, 1133

  - 2 kompania — dowódca — 1200
    - 1 pluton — 1211, 1212, 1213
    - 2 pluton — 1221, 1222, 1223
    - 3 pluton — 1231, 1232, 1233
- 2 batalion — dowódca — 2000
  - 1 kompania — dowódca — 2100
    - 1 pluton — 2111, 2112, 2113
    - 2 pluton — 2121, 2122, 2123
    - 3 pluton — 2131, 2132, 2133

  - 2 kompania — dowódca — 2210
    - 1 pluton — 2211, 2212, 2213
    - 2 pluton — 2221, 2222, 2223
- 3 batalion — dowódca — 3000
  - 1 kompania — dowódca — 3100
    - 1 pluton — 3111, 3112, 3113
    - 2 pluton — 3121, 3122, 3123
    - 3 pluton — 3131, 3132, 3133

  - 2 kompania — dowódca — 3200
    - 1 pluton — 3211, 3212, 3213
    - 2 pluton — 3221, 3222, 3223
    - 3 pluton — 3231, 3232, 3233

## Przekształcenia
4 Drezdeńska Brygada Pancerna → 8 pułk czołgów → 99 pułk zmechanizowany → 89 pułk zmechanizowany → 34 Brygada Kawalerii Pancernej